# En bevæget Nat
En bevæget Nat er en dansk stumfilm fra 1916, der er instrueret af Lau Lauritzen Sr. efter manuskript af Valdemar Hansen.

## Handling
Denne artikel mangler et handlingsreferat. Hjælp os med at skrive det.

## Medvirkende
- Lauritz Olsen - Hr. Petersen
- Frederik Buch - Skomageren
- Mathilde Felumb Friis - Fru Petersen